# جان فرانسوا إيبرت
جان فرانسوا إيبرت هو متزلج فني كندي، ولد في 17 أغسطس 1972 في Warwick, Quebec ‏ في كندا، وتوفي في 28 نوفمبر 2018.